# Carmen Montenegro
Carmen Montenegro és una cantant i vedette valenciana de música lleugera i folclòrica espanyola. Va iniciar la seua carrera artística a principis de la dècada de 1970 amb estils com el de la rumba flamenca i va treballar amb segells discogràfics com Sayton i Acropol. Cap a la dècada de 1990, Carmen Montenegro va intervindre en diferents programes de TVV com Rialto Bar o a Debat Obert, presentat per Cristina Tàrrega i on Carmen Montenegro va tindre un incident amb Nuria Bermúdez. Actualment viu al municipi de Mislata i en els darrers temps, Carmen Montenegro ha estat retirada del món de l'espectacle, apareixent només puntualment a la premsa.

## Discografia
- 1971: El Mundo Está Loco / Socorrito (ST-33) Sayton
- 1973: Caracoles Mambo / Agua De Tus Labios (ES.006) Acropol
- 1975: Romance Baturro / No Me Quedaré En París (ES-015) Acropol
- 1977: Niña Caracola (ES.020) Acropol
- 1979: Marian Marian (ES.034) Acropol
- 2001: Mi Verdad (CD)